# Renorphnus clementi
Renorphnus clementi är en skalbaggsart som beskrevs av Rudolph Petrovitz 1971. Renorphnus clementi ingår i släktet Renorphnus och familjen Orphnidae. Inga underarter finns listade i Catalogue of Life.